# NGC 3967
NGC 3967 је елиптична галаксија у сазвежђу Пехар која се налази на NGC листи објеката дубоког неба.
Деклинација објекта је - 7° 50' 35" а ректасцензија 11h 55m 10,3s. Привидна величина (магнитуда) објекта NGC 3967 износи 13,4 а фотографска магнитуда 14,4. NGC 3967 је још познат и под ознакама MCG -1-30-47, NPM1G -07.0347, PGC 37398.